# Khudozhestvennaya Literatura

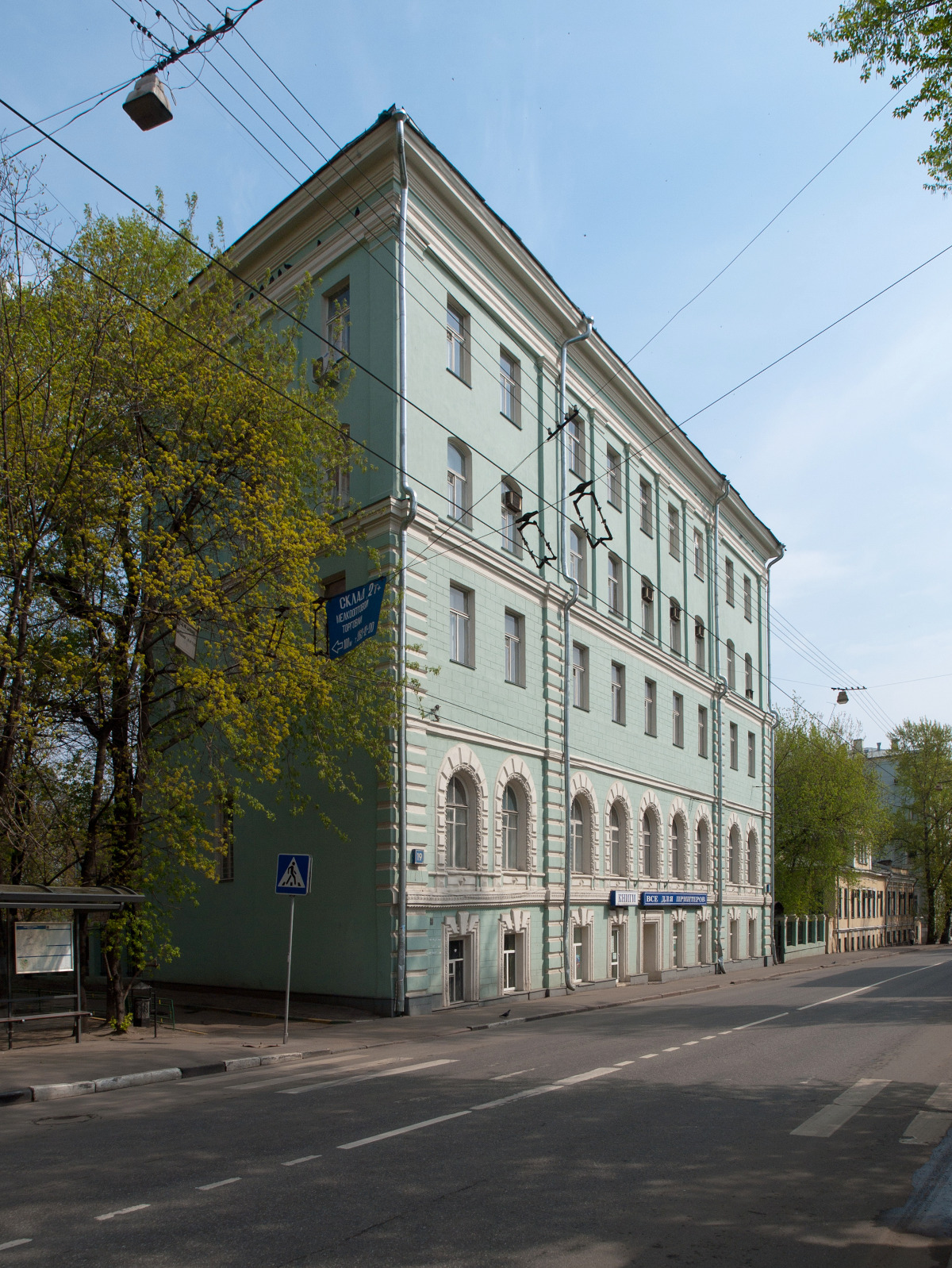
Sede da Khudozhestvennaya Literatura

A Khudozhestvennaya Literatura (em russo:  Художественная литература) é uma editora sediada em São Petersburgo, Rússia. O nome significa "literatura de ficção" em russo. Ela é especializada na publicação de obras russas e estrangeiras de ficção literária na Rússia.

## História
Foi fundada como Editora Estatal de Ficção em Moscou, União Soviética, em 1º de outubro de 1930, com base no setor literário e artístico da Editora Estatal e da editora "Terra e Fábrica". Em 1934, foi renomeada para Goslitizdat. Em 1937, a editora dissolvida Academia foi incorporada a ela. A partir de 1963, passou a ser chamada de Editora "Khudozhestvennaya Literatura" (IHL).
Ao longo dos anos, a editora publicou obras clássicas de ficção mundial, bem como as obras mais significativas de autores estrangeiros contemporâneos. Autores russos contemporâneos foram incluídos no programa de publicação somente se fizessem parte do grupo dos escritores mais famosos e geralmente reconhecidos como "clássicos da literatura soviética". Foi considerada uma das principais editoras da União Soviética.
Após a perestroika, a editora passou por uma crise séria associada tanto às tendências gerais na publicação de livros quanto a fatores subjetivos, que na verdade continua até os dias atuais. Assim, em 1976, 318 livros e brochuras foram publicados com uma circulação de cerca de 46,5 milhões de cópias; em 1986, 334 publicações com uma circulação de 85 milhões de cópias; em 1991, 277 livros com uma circulação de quase 38 milhões de cópias; em 1994, 58 livros com uma circulação de 2 milhões de cópias; em 1995, nenhum livro; e em 1996, 38 livros com uma circulação de apenas 0,5 milhão de cópias. A circulação da editora diminuiu consideravelmente: em 2015, a "Khudozhestvennaya literatura" nem sequer foi incluída no Top 100 das editoras russas em termos de número de livros e brochuras publicados.

## Séries de livros
- Livro Esquecido
- Biblioteca de Literatura Antiga (fundada em 1963)
- Biblioteca de Literatura Mundial (1967-c. 1977), 200 volumes[4]
- Biblioteca do Povo (1930-77); continua com a série Clássicos e Contemporâneos (1977- )
- Biblioteca de Literatura Renascentista
- Biblioteca de Romances Históricos
- Biblioteca do Professor
- Biblioteca de Literatura Polonesa
- Biblioteca de Literatura Finlandesa
- Biblioteca de Literatura Japonesa
- Biblioteca de Literatura Chinesa
- Biblioteca de Literatura Indiana
- Almanaque Oriental
- Monumentos da Literatura da Rússia Antiga (1978- )
- Biblioteca de Obras Premiadas com o Prêmio Lenin
- Memórias Literárias
- Romance Estrangeiro do Século XX (1957- )
- Biblioteca de Clássicos (1977-91)
- Musa Russa (1985- )
- Biblioteca de Poesia Soviética (1957- )
- Tesouros da Poesia Lírica (1963- )